# Trzustka

Część jamy brzusznej człowieka. 1–7: drogi żółciowe, 8: brodawka większa dwunastnicy, 9: pęcherzyk żółciowy, 10–11: płaty wątroby, 12: śledziona, 13: przełyk, 14: żołądek, 15: trzustka, 16: przewód trzustkowy dodatkowy, 17: przewód trzustkowy, 18: jelito cienkie, 19: dwunastnica, 20: jelito czcze, 21–22: nerki.

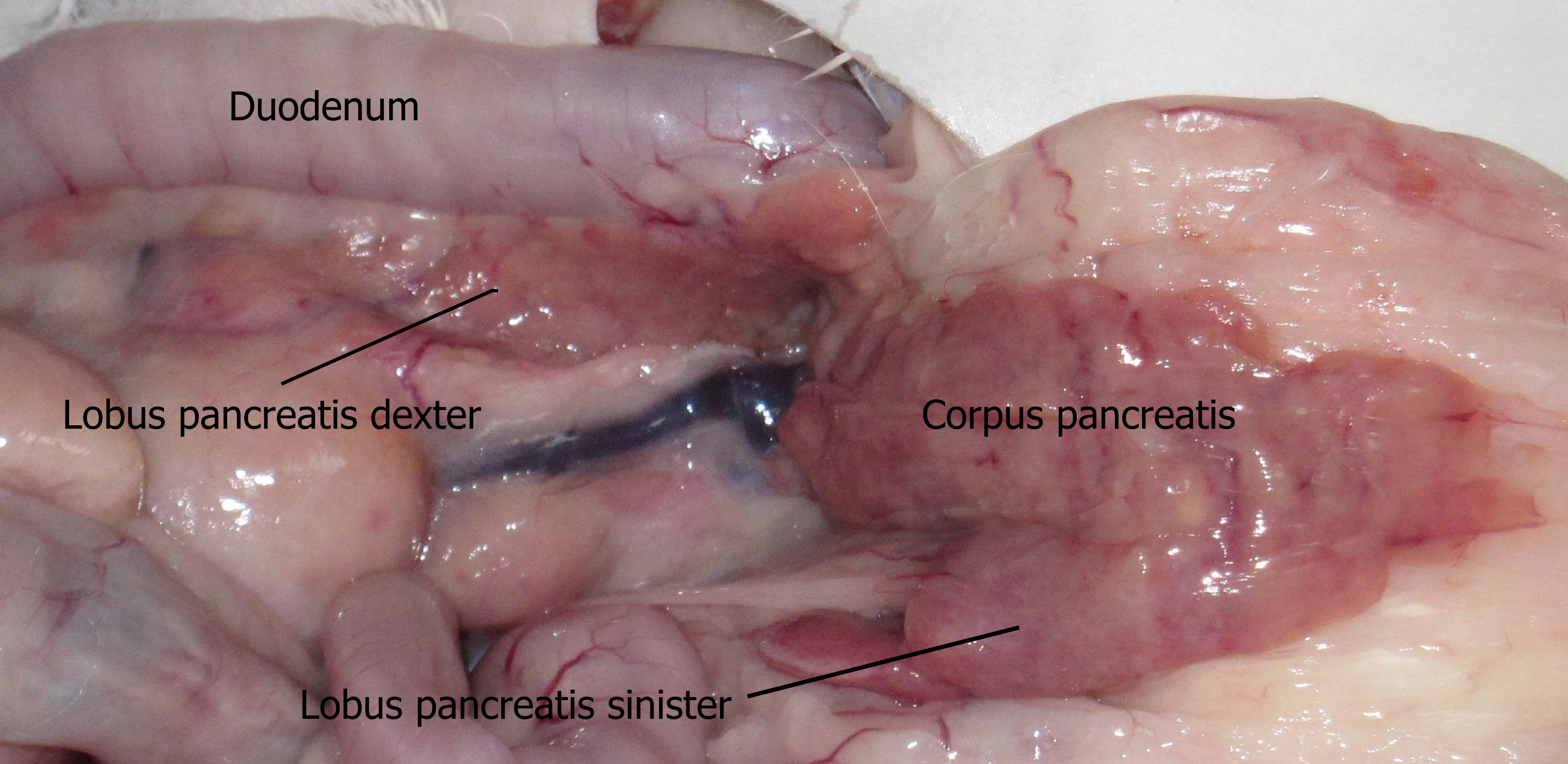
Trzustka kota domowego.

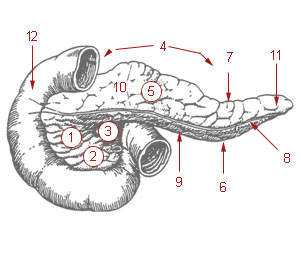
Trzustka człowieka. 1: głowa trzustki, 2: wyrostek haczykowaty, 3: wcięcie trzustki, 4: trzon t., 5: powierzchnia przednia t., 6: powierzchnia wewnętrzna t., 7: powierzchnia górna t., 8: brzeg przedni t., 9: brzeg wewnętrzny t., 10: guz sieciowy, 11: ogon t., 12: dwunastnica.

Trzustka (łac. pancreas) – narząd gruczołowy kręgowców, przy czym trzustka wyspowa występuje też u innych strunowców. Przybiera rozmaite formy u różnych taksonów. Może być zwartym narządem lub być rozproszona wśród innych tkanek. Powstaje z trzech zawiązków w nabłonku jelita, przy czym u ssaków jeden zanika. Składa się z dwóch rodzajów tkanek: pęcherzykowej i wyspowej. Pęcherzyki trzustkowe są gruczołami zewnątrzwydzielniczymi produkującymi wiele enzymów trawiennych, rozkładających różne rodzaje pokarmu. Łączą się one z wydzielinami ścian uchodzących do jelita przewodów wyprowadzających, tworząc sok trzustkowy. Wysepki trzustkowe są rozproszone lub tworzą odrębny narząd. Wyróżnia się w nich 5 rodzajów komórek. Pełnią funkcję gruczołów dokrewnych, wydzielając m.in. hormony: insulinę, somatostatynę, a u żuchwowców też glukagon.

## Budowa
Trzustka składa się z dwóch rodzajów tkanek: trzustki pęcherzykowej, pełniącej zewnątrzwydzielniczą funkcję gruczołu trawiennego i trzustki wyspowej, pełniącej funkcję wewnątrzwydzielniczą (dokrewną). U czworonogów zdecydowanie większą część narządu stanowi trzustka pęcherzykowa (zbudowana z pęcherzyków trzustkowych), natomiast trzustka wyspowa jest w niej rozrzucona w postaci mikroskopowych skupień komórek, zwanych wyspami trzustkowymi (Langerhansa). U ryb trzustka wyspowa może być inaczej ukształtowana. U śluzic i minogokształtnych jest osobnym narządem, u mięśniopłetwych ma postać zgrupowań kanalików w trzustce pęcherzykowej, a u dwudysznych jej wysepki odgraniczone są otoczkami Glissona.
Trzustka rozwija się z nabłonka jelita jako 3 zawiązki, położone w sąsiedztwie wątroby. Są to: trzustka grzbietowa (pancreas dorsale), trzustka brzuszna prawa (pancreas ventrale dextrum) i trzustka brzuszna lewa (pancreas ventrale sinistrum). Zawiązki te łączą się później formując jeden narząd, przy czym u ssaków ostatni z wymienionych zanika i narząd formują tylko dwa.
Budowa trzustki jest bardzo różnorodna. U śluzic, minogokształtnych i dwudysznych trzustka ma postać licznych, drobnych tworów w ścianie jelita i określana jest trzustką rozproszoną. U spodoustych jest dwupłatowa: płat brzuszny leży na przedniej ścianie jelita, a większy, grzbietowy – równolegle do ściany żołądka. U mięśniopłetwych i większości ryb kostnoszkieletowych trzustka jest rozproszona w grudki i sznury położone w krezce jelita, międzyjelitowej tkance tłuszczowej lub wzdłuż większych naczyń krwionośnych. U karpiowatych i okoniowatych jej tkanka wnika w wątrobę, tworząc wątrobotrzustkę. Zwarta trzustka występuje zaś u łososiowatych i sumowatych.
U czworonogów trzustka jest zwarta, wydłużona i ma 1–3 magistralne przewody wyprowadzające. U ptaków trzustka jest wąska, bladoróżowa lub szarożółta i połączona więzadłami otrzewnowymi z dwunastnicą. Leży w pętli dwunastniczej, niekiedy wypełniając ją całkowicie. Zwykle budują ją 3 płaty: dogrzbietowy (lobus pancreatis dorsalis), dobrzuszny (l. p. ventralis) i śledzionowy (l. p. splenalis). Kura domowa i gołąb skalny mają 3 przewody wyprowadzające: dogrzbietowy, dobrzuszny i dodatkowy. Ujścia i liczba przewodów mogą się jednak różnić u ptaków nawet w obrębie tego samego gatunku.
U ssaków kształt trzustki jest zróżnicowany i często trudny do określenia. Może ona np. obejmować żyłę wrotną lub całkowicie ją obudowywać, tworząc pierścień trzustki (anulus pancreatis), jak to ma miejsce np. u świni i konia. U ssaków domowych trzustkę dzieli się ogólnie na płat lewy (lobus pancreatis sinister), trzon (corpus pancreatis) i płat prawy (l. p. dexter). U człowieka wyróżnia się (od lewej do prawej): ogon trzustki (cauda p.), trzon t. (corpus p.), szyjkę t. (collum p.) i głowę t. (caput p.). Ostatnia z części wyposażona jest w wyrostek haczykowaty (processus uncinatus) skierowany w lewo i w dół i oddzielony wcięciem (incisura pancreatis).
Mogą występować jeden lub dwa magistralne przewody wyprowadzające: przewód trzustkowy i przewód trzustkowy dodatkowy. Przewód trzustkowy wychodzi z trzustki brzusznej i uchodzi na brodawce dwunastnicy, zwykle razem z przewodem żółciowym (czasem łączy się z nim i uchodzą wspólnie). Może on ulegać całkowitemu zanikowi, jak u świni i bydła. Przewód trzustkowy dodatkowy wychodzi z trzustki grzbietowej, uchodzi do dwunastnicy i również może być zanikły, jak np. u kota. U człowieka występują oba przewody.

## Funkcje

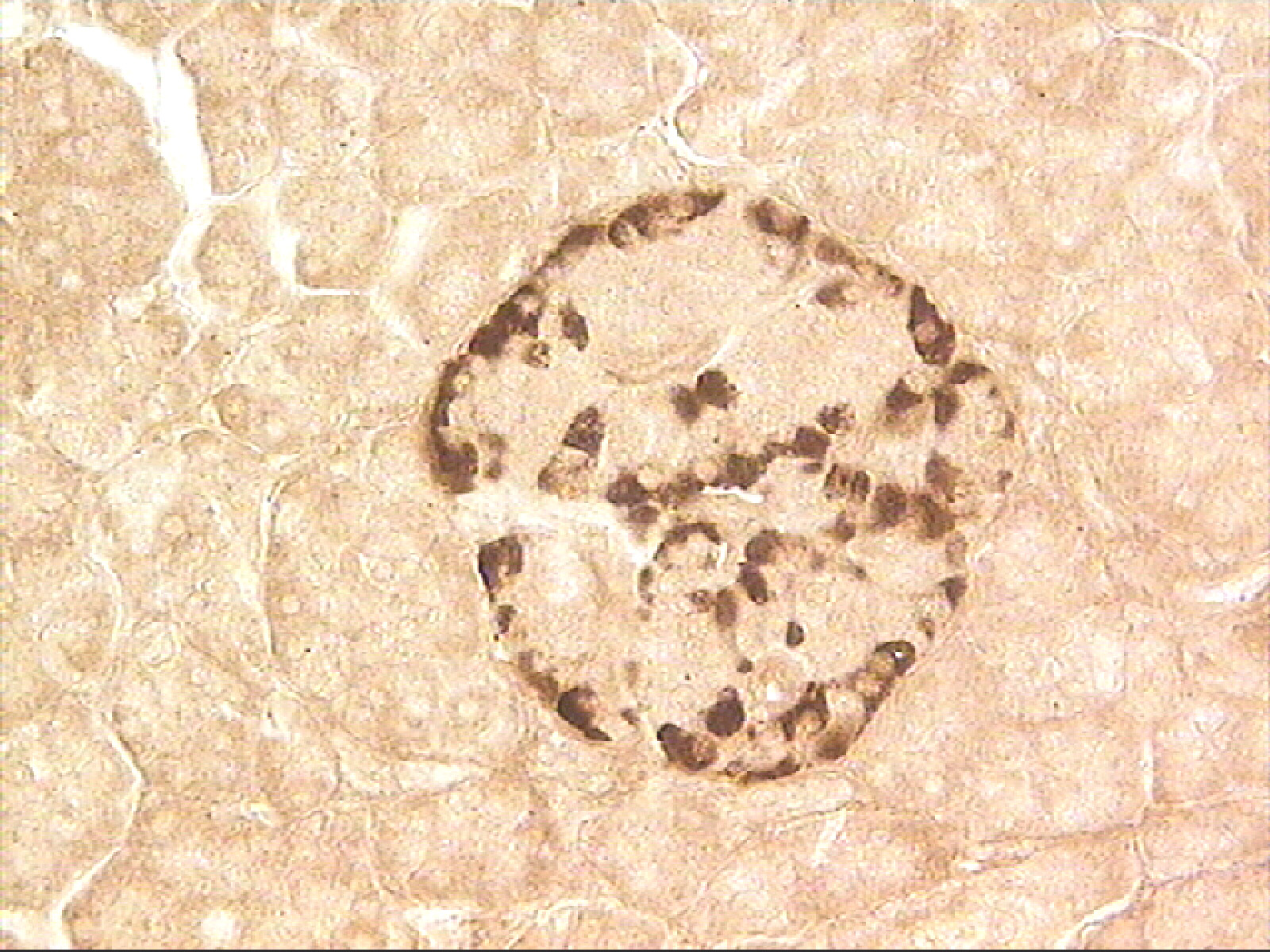
Wysepka trzustkowa z oznaczonymi komórkami A

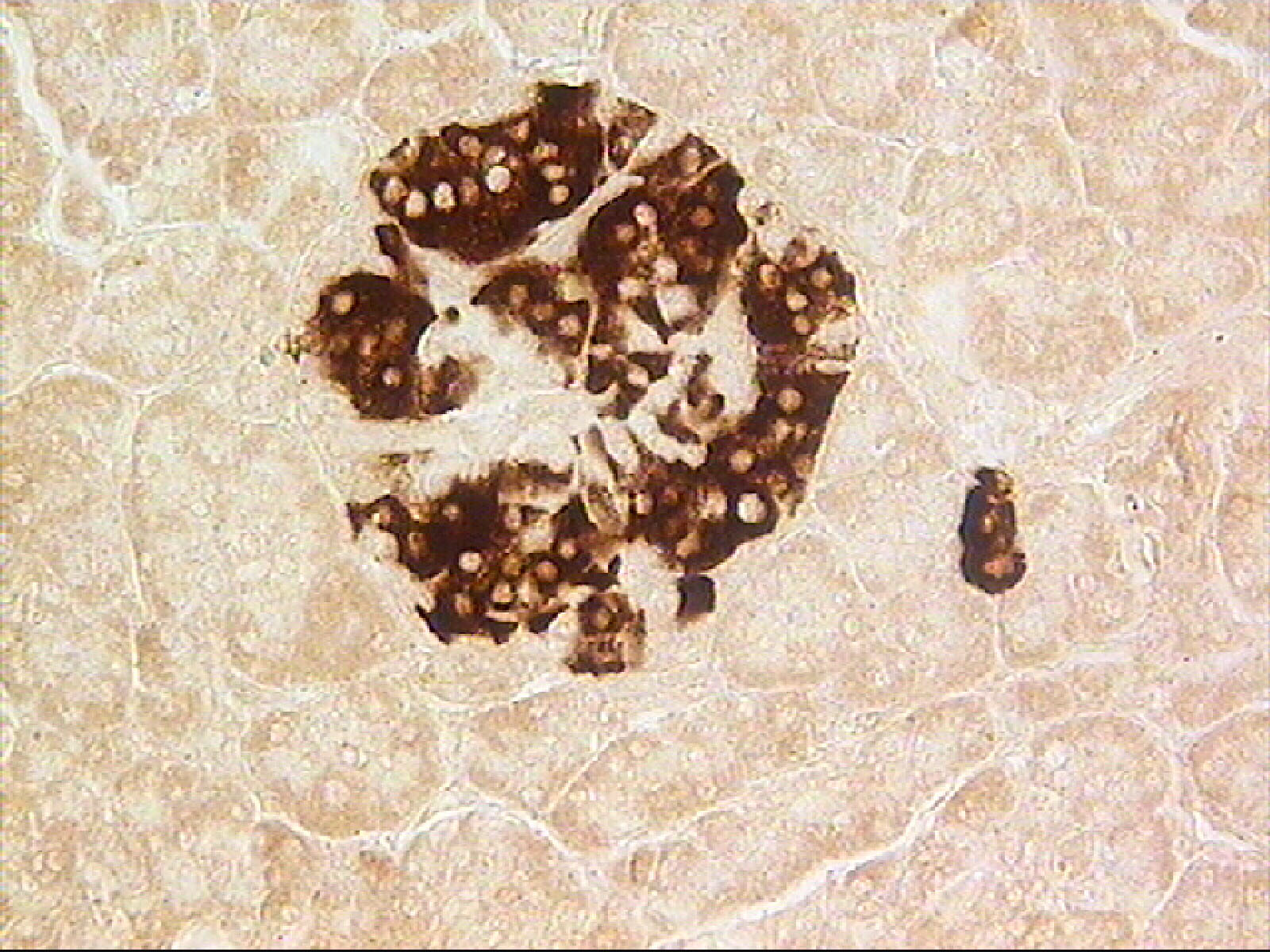
Wysepka trzustkowa z oznaczonymi komórkami B

### Trzustka pęcherzykowa
Trzustka pęcherzykowa jest panlitycznym gruczołem trawiennym. Wytwarzany przez nią sok trzustkowy zawiera enzymy trawiące różne składniki pokarmu, w tym węglowodany, białka i tłuszcze. Każdy pęcherzyk trzustkowy buduje kilkanaście komórek o bogatej siateczce śródplazmatycznej szorstkiej, co wiąże się z intensywną biosyntezą białek. Białka, głównie enzymy, są odprowadzane przez system przewodów, których komórki wydzielają wodę i elektrolity, zapewniające zasadowy odczyn soku (ponad 8 pH). Wiele z nich jest wytwarzana w postaci nieaktywnych proenzymów. Do ważniejszych enzymów wytwarzanych przez trzustkę należą: trypsynogen (aktywowany przez enterokinazę i trypsynę do trypsyny), chymotrypsynogen (aktywowany do chymotrypsyny przez trypsynę), proelastaza (aktywowana przez trypsynę do elastazy), prokarboksypeptydazy A i B (aktywowane przez trypsynę do karboksypeptydazy A i B), lipaza trzustkowa, fosfolipaza, esterazy, amylaza trzustkowa i nukleazy.
Regulacja wydzielania soku odbywa się przez sieć złożonych mechanizmów i uczestniczą w niej układ nerwowy, hormony i peptydy jelitowe. Wydzielanie następuje trójfazowo. Pierwszą jest faza głowowa wywoływana przez żucie i bodźce zmysłowe. Jej nasilenie jest różne i np. u dorosłego bydła prawie jej brak. Pokarm w żołądku drażni jego mechanoreceptory i chemoreceptory, wywołując fazę żołądkową. Trafiające do jelita białka i tłuszcze indukują fazę jelitową, która trwa dopóki pokarm znajduje się w jelicie cienkim.

### Trzustka wyspowa
W wysepkach trzustkowych wyróżnia się 5 rodzajów komórek. Komórki A produkują glukagon, który stymuluje rozpad glikogenu w wątrobie i syntezę glukozy, zwiększając jej stężenie w krwi. Komórki B wytwarzają insulinę, której jednym z ważniejszych zadań jest doprowadzenie do zmagazynowania glukozy w postaci glikogenu wątrobowego. Komórki D wydzielają somatostatynę, która hamuje wytwarzanie glukagonu i insuliny, zmniejszając metabolizm składników pokarmowych. Komórki F (PP) produkują polipeptyd trzustkowy, który hamuje wydzielanie przez trzustkę enzymów i dwuwęglanów. Ponadto wyróżnia się jeszcze bezziarniste komórki C.
Spośród wymienionych jedynie insulina jest syntetyzowana prawie przez wszystkie strunowce. Śluzice i minogokształtne mają tylko komórki A i D. Glukagon wytwarzany jest tylko u żuchwowców, gdyż tylko one mają komórki B. U spodoustych i dwudysznych występują komórki A, B, C i D. U ryb kostnoszkieletowych wykryto także komórki F. Ssaki mają komórki A, B, D i F.